# Regiunea Superioară de Est, Ghana
Regiunea Superioară de Est este una dintre cele 12 unități administrativ-teritoriale de gradul I ale Ghanei. Reședința sa este orașul Bolgatanga. Are în componență 9 districte.